# Parròquia de Pilskalne
La Parròquia de Pilskalne (en letó: Pilskalnes pagasts) és una unitat administrativa del municipi de Nereta, al sud de Letònia. Abans de la reforma territorial administrativa de l'any 2009 pertanyia al raion d'Aizkraukle.

## Pobles, viles i assentaments
- Pilskalne (centre parroquial)
- Gricgale
- Pilkalne
- Viņaukas

## Hidrografia

### Rius
- Nemunėlis
  - Dienvidsusēja
  - Dorupīte
  - Neretiņa

### Pantans
- Pantà Salgaļu